# Бриньяр Ниельссон
Бриньяр Ниельссон (исл. Brynjar Níelsson; род. 1 сентября 1960, Рейкьявик) — исландский адвокат и политик, член альтинга от избирательного округа Рейкьявик-Север (2013—2016) и Рейкьявик-Юг (2016—2021), представлял Партию независимости Исландии.

## Биография
Родился в Рейкьявике 1 сентября 1960 года в семье автомобильного менеджера Ниельса Хельги Йоунссона (1921—2005) и домохозяйки Доуры Уннюр Гудлёйгсдоуттир (1925—2017). Окончил среднюю школу в 1981 году и поступил на юридический факультет Исландского университета, который окончил в 1986 году.

## Личная жизнь
Жена — Аднфридюр Эйнарсдоуттир, судья Национального апелляционного суда Исландии (род. 1960).